# Sebastopol (Missisipi)
Sebastopol – miasto w Stanach Zjednoczonych, w stanie Missisipi, w hrabstwie Leake.